# Pave Leo 5.
Leo 5. (død omkring februar 904) var pave fra juli 903 til sin død i 904. Han var pave under saeculum obscurum, en periode på omkring 60 år, hvor paverne blev stærkt påvirket af en korrupt familie fra Tusculum. Han blev smidt i fængsel i september 903 af Modpave Christoforus 1., og blev sandsynligvis dræbt kort efter at Sergius 3. blev udnævnt til pave. Hvis hans fængsling ikke anses for valid (som i den moderne liste fra Vatikanet), sluttede hans tid som pave først med hans død i 904.